# Oljeborrning
Oljeborrning avser borrning efter olja till lands och till havs. Det är en verksamhet som expanderat kraftigt under 1800-talet, och framförallt 1900-talet, men som sedan 1970-talet förknippats alltmer med olika miljöproblem, framförallt växthuseffekten och därmed sammanhängande klimatförändringar. Samtidigt är det också ofrånkomligt att många av de produkter vi omger oss av har olja som en viktig ingrediens (till exempel alla plastprodukter), men också alla varor som krävt olja för sin transport. Den ekonomiska tillväxten som sådan anses också vara intimt förknippad med en rik tillgång till oljan, som är en flexibel och (hittills) tämligen billig energikälla.

## Oljeborrning i äldre tider
Under 1100-talet borrade man efter olja både i Europa, vid Pozzuoli i närheten av Neapel, och i den islamiska världen, vid Baku på Kaspiska havets västkust. Omkring 1250 besökte Marco Polo Bakus oljekällor och skrev: "... hundra skeppslaster kan föras ut vid ett och samma tillfälle".  Naturliga läckage av råolja från underjordiska oljekällor exploaterades även ännu tidigare för oljelampor.